# Baltimore-i metró
A baltimore-i metró   (angolul: Baltimore Metro Subway) Baltimore metróhálózata.

## Történelem
1965-ben javaslatot tettek a metrórendszer létrehozására a teljes 6 vonalból álló agglomerációra, összesen 114 km hosszúságban, a központban körszakasszal. 1971-1972-ben az építkezés magas költsége miatt rövidített tervet fogadtak el csak az elsődleges két, 45 km összhosszúságú vonalra (északnyugatra, valamint délre, a Baltimore–Washington nemzetközi repülőtérig). 1975-ben a déli vonalat kizárták az első ütemből, 1976-ban pedig megkezdődött egy vonal építése. 1983. november 21-én nyitották meg az első, 12,2 km hosszú szakaszt, 1987-ben a második szakaszt 9,8 km-rel, 1994-ben a harmadik szakaszt, amelynek hossza 2,5 km. Az építési költség 1,392 milliárd dollár volt. 

## Állomások
- Owings Mills
- Old Court
- Milford Mill
- Reisterstown Plaza
- Rogers Avenue
- West Coldspring
- Mondawmin
- Penn-North
- Upton/Avenue Market
- State Center/Cultural Center
- Lexington Market
- Charles Center
- Shot Tower/Market Place
- Johns Hopkins Hospital